# Klass I i ishockey
Die Klass I i ishockey war in den Jahren 1923 bis 1927 die höchsten Eishockeyspielklasse in Schweden. Der schwedische Meistertitel wurde jedoch in dieser Zeit in Pokalform in einer nationalen Endrunde ausgespielt. Anschließend wurde die Liga durch die Elitserien abgelöst.

## Meister der Klass I
- 1923: IK Göta
- 1924: Djurgårdens IF
- 1925: IK Göta
- 1926: Södertälje SK
- 1927: IK Göta